# Brown, Boveri & Cie
Brown, Boveri & Cie (ook wel bekend als BBC) was een elektrotechnisch bedrijf dat in 1988 samen met Asea fuseerde tot ABB.

## Geschiedenis
BBC is in 1891 in Baden (Zwitserland) opricht door Engelsman Charles Eugene Lancelot Brown en Walter Boveri uit Duitsland, die beide voor Maschinenfabrik Oerlikon (MFO) hadden gewerkt. Met de productie van stoomturbines verkreeg het bedrijf een goede reputatie. In 1904/05 kocht de Duitse concurrent AEG een meerderheidsbelang, de samenwerking verliep niet soepel in tien jaar later werd het belang weer afgestoten. BBC breidde de activiteiten uit en werd steeds actiever op het gebied van de elektrotechniek.
In Duitsland werd in 1900 een dochteronderneming opgericht. Met het hoofdkantoor in Mannheim was dit bedrijf succesvol en was omstreeks 1930 zelfs groter den de hoofdvestiging in Zwitserland.
Het bedrijf maakte motoren (gelijk- en wisselstroom), generatoren, turbines voor elektriciteitscentrales, vlamboogovens, transformatoren, deeltjesversnellers, betatrons voor kankerbestraling en elektrische installaties voor locomotieven. Na de overname in 1970 van MFO fabriceerde het bedrijf ook complete locomotieven. BBC werd vooral ook bekend door hun krachtige motoren; op dit gebied was dit bedrijf samen met Siemens AG marktleider.
In de jaren tachtig verkeerde BBC in grote problemen. In 1982 en 1983 werden forse verliezen geleden en in 1986 werd Fritz Leutwiler aangesteld als topbestuurder om orde op zaken te brengen. Een van de maatregelen was het ontslag van zo'n 10.000 medewerkers. Na deze sanering ging het beter, en Leutwiler ging het gesprek aan met het Zweedse ASEA voor een fusie. Asea was succesvoller en na een snelle groei van de omzet was het nagenoeg even groot geworden als BBC. De fusiepartners hadden tezamen een jaaromzet van 33 miljard gulden. BBC en Asea bleven bestaan, maar kregen elk een aandelenbelang van 50% in de nieuwe combinatie Asea Brown Boveri die op 1 januari 1988 van start ging. BBC telde vlak voor de fusie zo'n 94.00 medewerkers en Asea ongeveer 71.000.

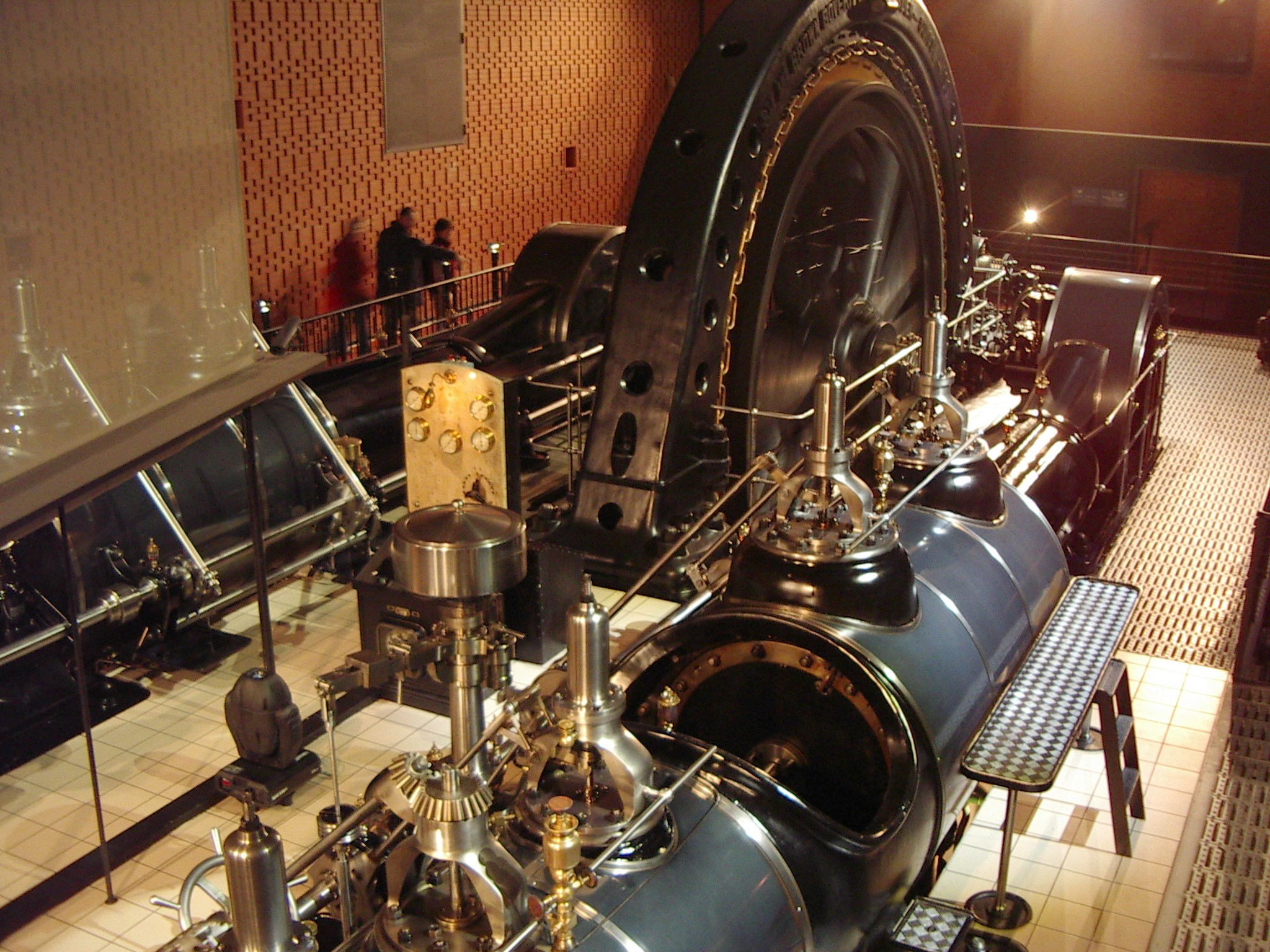
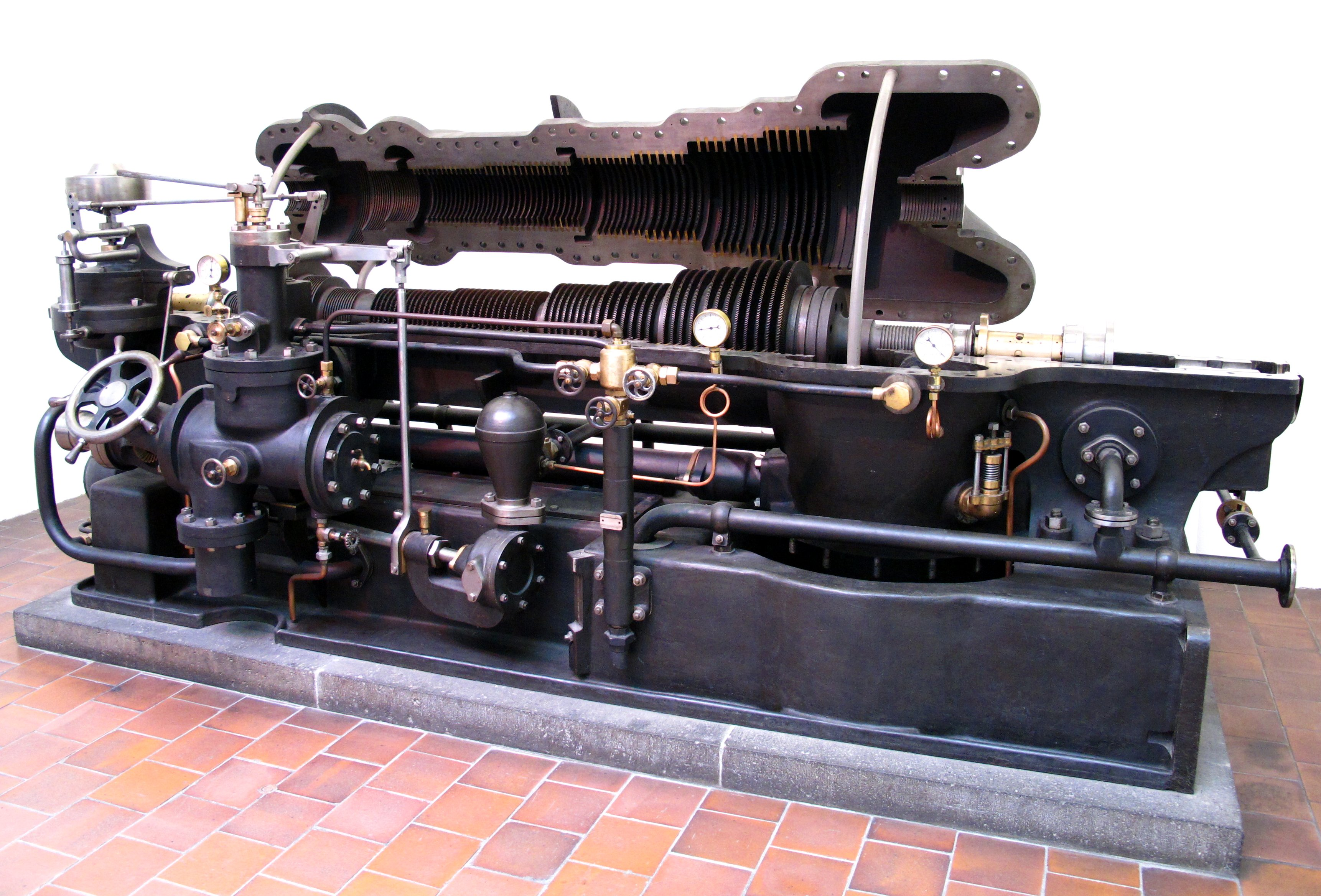
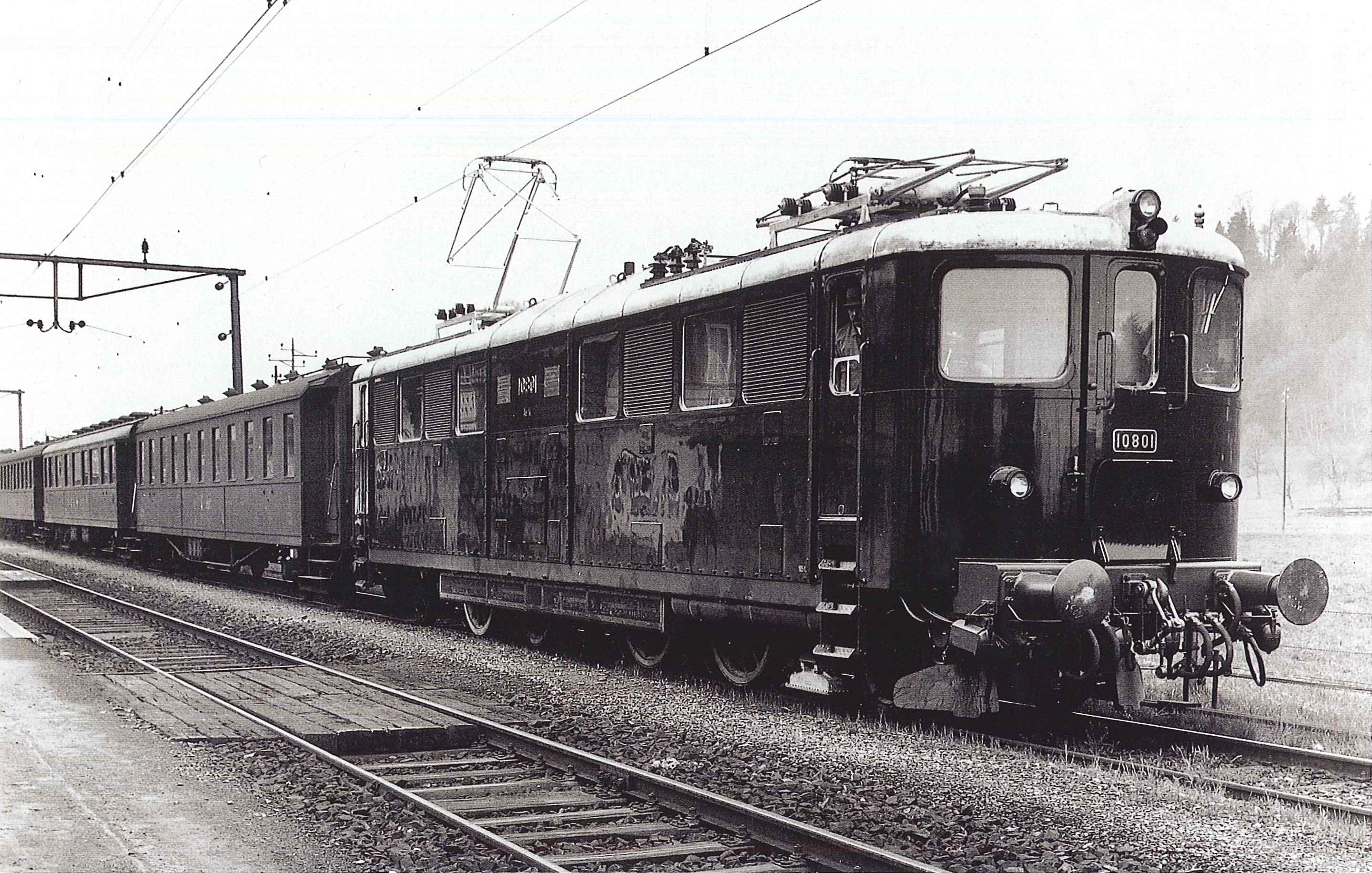
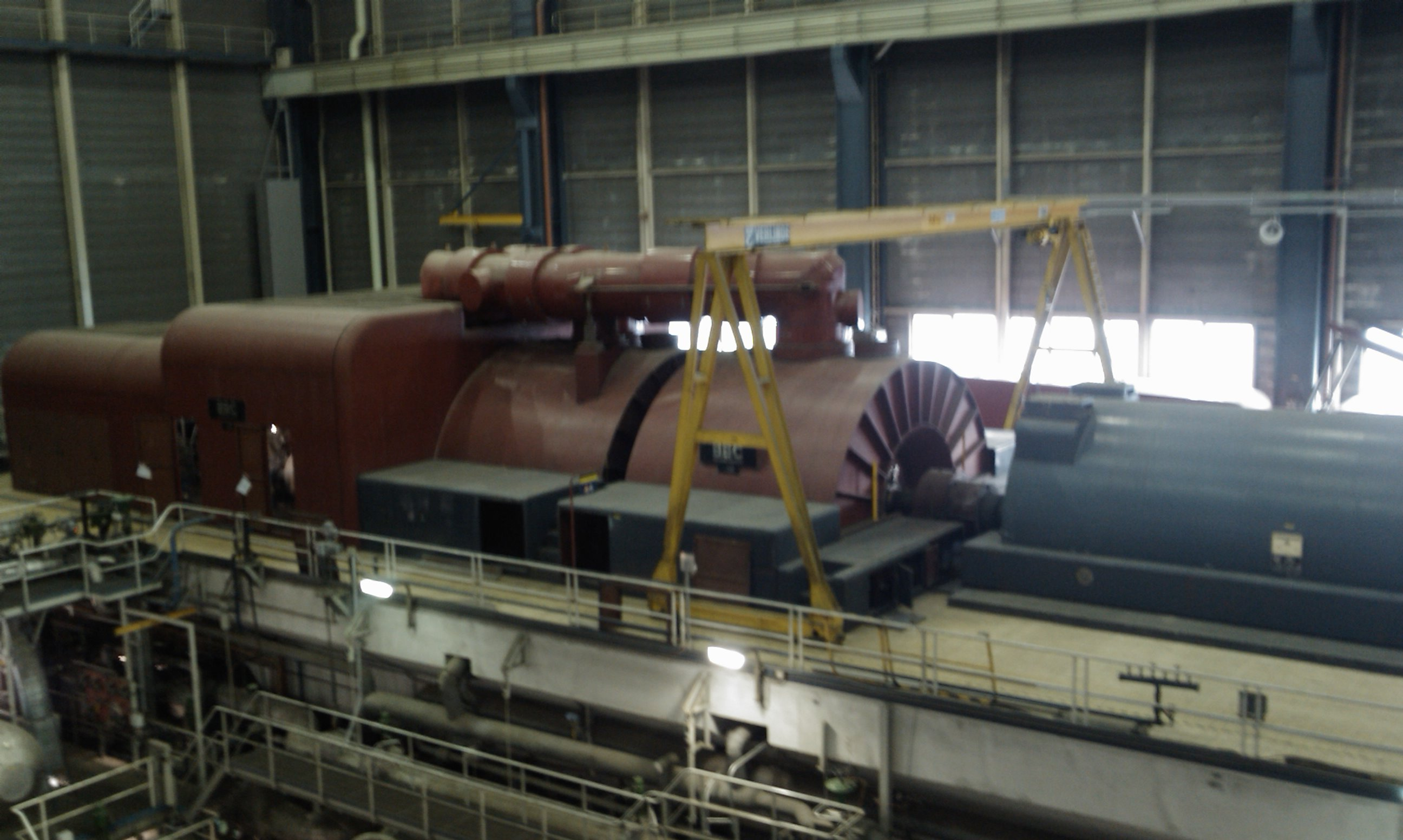